# Prostřední Lhota
Prostřední Lhota je vesnice, část obce Chotilsko v okrese Příbram ve Středočeském kraji. Nachází se asi dva kilometry jihozápadně od Chotilska. Vesnicí protéká potok Radič. Vesnicí prochází silnice II/102. Je zde evidováno 126 adres. V roce 2011 zde trvale žilo 124 obyvatel.
Prostřední Lhota je také název katastrálního území o rozloze 10,02 km². V katastrálním území Prostřední Lhota leží i Cholín-Boubovny, Kobylníky, Mokrsko a Smilovice.
Do katastru Prostřední Lhoty, východně od vsi, zasahuje také osada Pod Lhotou.

## Historie
První písemná zmínka o vesnici pochází z roku 1335.

## Obyvatelstvo
| Rok            | 1869 | 1880 | 1890 | 1900 | 1910 | 1921 | 1930 | 1950 | 1961 | 1970 | 1980 | 1991 | 2001 | 2011 | 2021 |
| -------------- | ---- | ---- | ---- | ---- | ---- | ---- | ---- | ---- | ---- | ---- | ---- | ---- | ---- | ---- | ---- |
| Počet obyvatel | 154  | 170  | 185  | 166  | 158  | 150  | 151  | 130  | 110  | 93   | 108  | 97   | 106  | 124  | 172  |
| Počet domů     | 23   | 24   | 25   | 25   | 25   | 27   | 31   | 31   | 50   | 27   | 29   | 32   | 32   | 52   | 70   |

## Obecní správa
Při sčítání lidu v letech 1850–1979 Prostřední Lhota byla samostatnou obcí, se kterým patřila nejprve do okresu Příbram, ale v roce 1950 v okrese Dobříš a od roku 1960 opět v okrese Příbram. Od 1. ledna 1980 je částí obce Chotilsko v okrese Příbram. V letech 1850–1979 k obci patřily Kobylníky, Mokrsko a Smilovice.

## Pamětihodnosti
- V památkově chráněné barokní sýpce se nachází muzeum Špýchar, věnované venkovskému životu ve středním Povltaví. Muzeum je jednou z poboček Hornického muzea v Příbrami.